# Tjeckiens damlandslag i volleyboll
Luafel i Modul:Referenshantering på rad 249: attempt to concatenate global 'txtNoDataBaseId' (a nil value).

Tjeckiens damlandslag i volleyboll representerar Tjeckien i volleyboll på damsidan. I VM har laget som bäst blivit nia, vilket de blev 1994. I EM har laget som bäst tagit brons, vilket de gjorde 1997. Före Tjeckiens självständighet var spelarna en del av Tjeckoslovakiens damlandslag i volleyboll.